# الحرب السيامية الفيتنامية (1841-1845)
الحرب السيامية الفيتنامية (1841-1845) نزاع عسكري بين فيتنام بقيادة الإمبراطور ثيوتري من سلالة نغوين ومملكة سيام بقيادة الملك نانغلاو من سلالة تشاكري. اشتد التنافس بين فيتنام وسيام بهدف السيطرة على الأراضي الكمبودية في حوض ميكونغ السفلي بعد محاولة سيام الفاشلة لغزو كمبوديا خلال الحرب السابقة التي استمرت من عام 1831 حتى عام 1834. نصب إمبراطور نغوين مينه مينغ الأميرة آنغ ماي لحكم كمبوديا كملكة خاضعة لسيطرته في عام 1834، وأعلن سيادته الكاملة على كمبوديا، وجعلها المقاطعة الثانية والثلاثين في فيتنام. انتهز الملك راما الثالث فرصة السخط الشعبي وتمرد الخمير ضد الحكم الفيتنامي، وأرسل جيشاً لفرض تنصيب الأمير آنغ دوونغ ملكاً لكمبوديا، وبعد أربع سنوات من الصراع المرير اتفق الطرفان على معاهدة سلام ووضع كمبوديا تحت حكم مشترك.

## خلفية
أصبحت مملكة الخمير خلال القرن الثامن عشر تحت تأثير متزايد من جيرانها الشرقيين والغربيين فيتنام وسيام. غزت سيام مقاطعات باتامبانغ وسيمريب في كمبوديا في عهد الملك الخمير الشاب آنغ إنغ (1779-1796)، وأصبح حكام المقاطعات تابعين بشكلٍ مباشر للحكم السيامي. تبنت سيام لأول مرة في أوائل القرن السابع عشر تقليد أخذ أفراد العائلة المالكة الكمبودية كرهائن بهدف التأثير على الحكم في كمبوديا، كما قامت فيتنام باتخاذ نفس الإجراءات، وأدت الخلافات بين الدولتين المتنافستين إلى تضاؤل أي فرصة لاستعادة حكم ملكي سيادي في كمبوديا لسنوات طويلة.
هُزمت سيام في حرب (1831-1834)، فأعاد الفيتناميون تنصيب الملك آنغ تشان على العرش الكمبودي، وعُين الأمير آنغ إم الذي كان رهينة لدي سيام حاكماً على باتامبانغ بواسطة تشاو فرايا بودينديتشا. توفي الملك أنغ تشان في يناير 1834، وكان لديه أربع بنات وليس له وريث ذكر. اختار الإمبراطور مينه مينغ في عام 1834 الأميرة آنغ ماي لحكم كمبوديا بصفتها ملكة، ولكنها كانت عبارة عن دمية بدون أي سلطات، إذ قامت سلالة نغوين بدمج كمبوديا ضمن الإمبراطورية الفيتنامية تحت اسم مقاطعة تران تاي. مُنحت السلطة الفيتنامية في كمبوديا لترانغ مينه جيونغ، الذي عُين نائباً للملك هناك. أصدر الإمبراطور مينه مونغ مرسوماً يحمل بين ثناياه خطط تفصيلية للتنمية الثقافية والاقتصادية والعرقية واستيعاب كمبوديا ضمن فيتنام، لكن الواقع الاقتصادي والاجتماعي في كمبوديا أحبط جميع الجهود الفيتنامية ولم يحدث أي تقدم تقريباً لأكثر من عقد.
قرر الأمير أنغ إم حاكم باتامبانغ القيام بتحرك ضد الحكم المهين للملكة أنغ ماي. انشق أنغ إم في ديسمبر 1838 عن الوصاية السيامية، ورحل إلى فيتنام على أمل أن يجعله ترانغ مينه جينغ ملكاً، لكن ترانغ اعتقله بدلاً من ذلك وأرسله إلى هوي. توجه الجنرال السيامي تشوفرايا بودينديتشا من بانكوك إلى باتامبانغ في عام 1839 لتسوية الأوضاع هناكن وفي عام 1840 ثار الكمبوديون ضد الحكم الفيتنامي.

## الحملات العسكرية

### الهجمات السيامية (1841-1842)
أرسل الجنرال السيامي تشوفرايا بودينديتشا في نوفمبر 1840 قوات بقيادة ابنه برومبوريراك لفرض حصار على بورسات التي كانت تحت سيطرة القوات الفيتنامية، وأرسل بودينديتشا قواتٍ إضافية للاستيلاء على كامبونغ سفاي التي احتلها أون فان ساش. استولى السياميون على كامبونغ سفاي، لكن الفيتناميين استعادوا السيطرة عليها لاحقاً، وتفاوضوا مع بودينديتشا لاستسلامه السلمي. توفي الإمبراطور مينه مينغ بعد سقوطه من على حصان في فبراير 1841. غيَّر الإمبراطور الجديد ثيوتري السياسات الفيتنامية في كمبوديا وأمر بسحب جميع القوات الفيتنامية هناك، وبحلول أكتوبر عام 1841 انسحب الفيتناميون إلى مقاطعة آن جيانغ، وقام نائب الملك ترانغ مينه جينغ بإخلاء مقراته ثم انتحر متحملاً مسئولية فقدان كمبوديا.